# Карлтон (парафія, Нью-Брансвік)
Карлтон (англ. Carleton) — парафія в Канаді, у провінції Нью-Брансвік, у складі графства Кент.

## Населення
За даними перепису 2016 року, парафія нараховувала 708 осіб, показавши скорочення на 8,1%, порівняно з 2011-м роком. Середня густина населення становила 1,6 осіб/км².
З офіційних мов обидвома одночасно володіли 520 жителів, тільки англійською — 100, тільки французькою — 95. Усього 5 осіб вважали рідною мовою не одну з офіційних.
Працездатне населення становило 53,6% усього населення, рівень безробіття — 20,3% (23,5% серед чоловіків та 19,5% серед жінок). 89,2% осіб були найманими працівниками, а 6,8% — самозайнятими.
Середній дохід на особу становив $32 433 (медіана $29 056), при цьому для чоловіків — $37 321, а для жінок $28 084 (медіани — $32 896 та $25 488 відповідно).
18,1% мешканців мали закінчену шкільну освіту, не мали закінченої шкільної освіти — 45,7%, 36,2% мали післяшкільну освіту, з яких 20% мали диплом бакалавра, або вищий.
| Статево-вікова структура населення | Статево-вікова структура населення | Статево-вікова структура населення | Статево-вікова структура населення | Статево-вікова структура населення |
| ---------------------------------- | ---------------------------------- | ---------------------------------- | ---------------------------------- | ---------------------------------- |
|                                    |                                    |                                    |                                    |                                    |
| Всього                             | Всього                             | 50,7%49,3%                         |                                    |                                    |
| 0 — 14 років                       | 0 — 14 років                       |                                    | 9,9%                               | 9,9%                               |
| 15 — 64 років                      | 15 — 64 років                      |                                    | 63,1%                              | 63,1%                              |
| 65 і більше                        | 65 і більше                        |                                    | 27%                                | 27%                                |
| 85 і більше                        | 85 і більше                        |                                    | 2,1%                               | 2,1%                               |
| Середній вік (років)               | Середній вік (років)               | 50,149,7                           | 49,9                               | 49,9                               |
| Медіана (років)                    | Медіана (років)                    | 54,653,4                           | 54,0                               | 54,0                               |
| — чоловіки — жінки                 |                                    |                                    |                                    |                                    |

| Походження мешканців:     | Походження мешканців:     | Походження мешканців: | Походження мешканців: | Походження мешканців: |
| ------------------------- | ------------------------- | --------------------- | --------------------- | --------------------- |
| Походження                |                           |                       | осіб                  | %                     |
| Корінні американці        | Корінні американці        |                       | 135                   | 17.88%                |
| Інше північноамериканське | Інше північноамериканське |                       | 515                   | 68.21%                |
| Європейське               | Європейське               |                       | 285                   | 37.75%                |
| британське                | британське                |                       | 115                   | 15.23%                |
| французьке                | французьке                |                       | 210                   | 27.81%                |
| Африканське               | Африканське               |                       | 15                    | 1.99%                 |

| Зайнятість населення за галузями (за класифікацією NOC): | Зайнятість населення за галузями (за класифікацією NOC): | Зайнятість населення за галузями (за класифікацією NOC): | Зайнятість населення за галузями (за класифікацією NOC): | Зайнятість населення за галузями (за класифікацією NOC): |
| -------------------------------------------------------- | -------------------------------------------------------- | -------------------------------------------------------- | -------------------------------------------------------- | -------------------------------------------------------- |
|                                                          |                                                          |                                                          |                                                          |                                                          |
| Управління                                               | Управління                                               |                                                          | 2,8%                                                     | 2,8%                                                     |
| Бізнес, фінанси та адміністрування                       | Бізнес, фінанси та адміністрування                       |                                                          | 7%                                                       | 7%                                                       |
| Охорона здоров'я                                         | Охорона здоров'я                                         |                                                          | 9,9%                                                     | 9,9%                                                     |
| Освіта, правозахист, муніципальні та урядові служби      | Освіта, правозахист, муніципальні та урядові служби      |                                                          | 12,7%                                                    | 12,7%                                                    |
| Роздрібна торгівля та послуги                            | Роздрібна торгівля та послуги                            |                                                          | 8,5%                                                     | 8,5%                                                     |
| Гуртова торгівля, транспорт та обладнання                | Гуртова торгівля, транспорт та обладнання                |                                                          | 12,7%                                                    | 12,7%                                                    |
| Природні ресурси, сільське господарство                  | Природні ресурси, сільське господарство                  |                                                          | 15,5%                                                    | 15,5%                                                    |
| Виробництво                                              | Виробництво                                              |                                                          | 28,2%                                                    | 28,2%                                                    |

## Клімат
Середня річна температура становить 4,8°C, середня максимальна – 22,9°C, а середня мінімальна – -15,8°C. Середня річна кількість опадів – 1 208 мм.
| Клімат поселення                              | Клімат поселення | Клімат поселення | Клімат поселення | Клімат поселення | Клімат поселення | Клімат поселення | Клімат поселення | Клімат поселення | Клімат поселення | Клімат поселення | Клімат поселення | Клімат поселення | Клімат поселення |
| Показник                                      | Січ.             | Лют.             | Бер.             | Квіт.            | Трав.            | Черв.            | Лип.             | Серп.            | Вер.             | Жовт.            | Лист.            | Груд.            |                  |
| Середній максимум, °C                         | −3,61            | −2,59            | 2,70             | 8,74             | 15,31            | 21,18            | 22,88            | 22,08            | 17,17            | 11,28            | 5,30             | −2,2             |                  |
| Середня температура, °C                       | −9,7             | −8,65            | −3,38            | 2,67             | 9,22             | 15,11            | 18,93            | 18,12            | 13,22            | 7,31             | 1,33             | −6,18            |                  |
| Середній мінімум, °C                          | −15,78           | −14,72           | −9,46            | −3,4             | 3,17             | 9,03             | 14,96            | 14,16            | 9,25             | 3,34             | −2,63            | −10,14           |                  |
| Норма опадів, мм                              | 121              | 88               | 103              | 103              | 103              | 86               | 108              | 87               | 83               | 95               | 113              | 118              |                  |
| Середньомісячна швидкість вітру, м/с          | 4.64             | 4.50             | 4.64             | 4.47             | 4.15             | 3.72             | 3.40             | 3.36             | 3.68             | 4.14             | 4.38             | 4.66             |                  |
| Середньомісячна сонячна радіація, кДж/м²·день | 5212             | 8648             | 12384            | 15258            | 18203            | 20270            | 19935            | 17488            | 13039            | 8146             | 4810             | 3902             |                  |
| --------------------------------------------- | ---------------- | ---------------- | ---------------- | ---------------- | ---------------- | ---------------- | ---------------- | ---------------- | ---------------- | ---------------- | ---------------- | ---------------- | ---------------- |
| Джерело:                                      |                  |                  |                  |                  |                  |                  |                  |                  |                  |                  |                  |                  |                  |